# Toussaint Nicolay
Toussaint Nicolay (Bressoux, 13 juli 1932) is een voormalig Belgisch voetballer. Nicolay, die het grootste deel van zijn carrière voor Standard Luik uitkwam, was een doelman.

## Carrière
Toussaint Nicolay was de middelste van de drie broertjes Nicolay die voor Standard Luik speelden: ook zijn oudere broer Adolphe en zijn jongere broer Jean speelden toen bij de Luikse club. Toussaint maakte op negentienjarige leeftijd zijn debuut in het eerste elftal van de Rouches, maar verloor zijn basisplaats in 1958 aan zijn broer Jean nadat die hem vervangen had tijdens een Europacup I-wedstrijd tegen Heart of Midlothian FC. Desondanks speelde hij 169 officiële wedstrijden voor Standard. Hij won twee prijzen met de club: de Beker van België en de landstitel.
Nicolay sloot zijn carrière af bij UR Namur in Tweede klasse. Hij stopte in 1965 met voetballen, terwijl zijn broer Jean nog tot 1969 het doel van Standard bleef verdedigen. 

## Prijzenkast
- Landskampioen met Standard in 1957-1958
- Beker van België in 1954